# 605号州际公路
605号州际公路（英語：Interstate 605）是洛杉矶县南部一条南北方向的高速公路，是5号州际公路的一条辅助线，连接海豹滩和欧文代尔，全长27.4英里。全路段是加州高速及快速公路系統组成部分。